# Raket

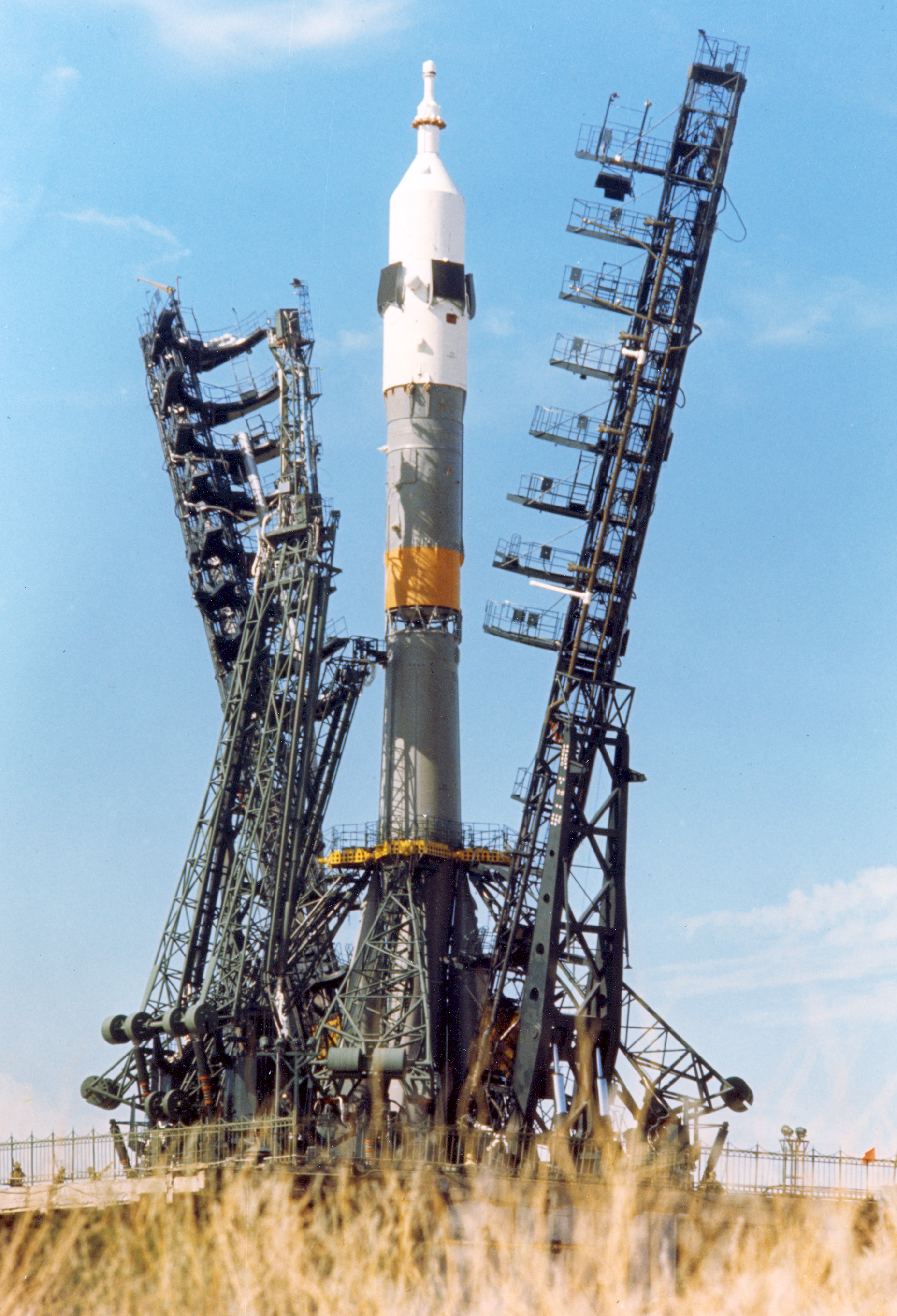
En Sojuz-raket på avskjutningsramp vid Kosmodromen i Bajkonur den 15 juli 1975.

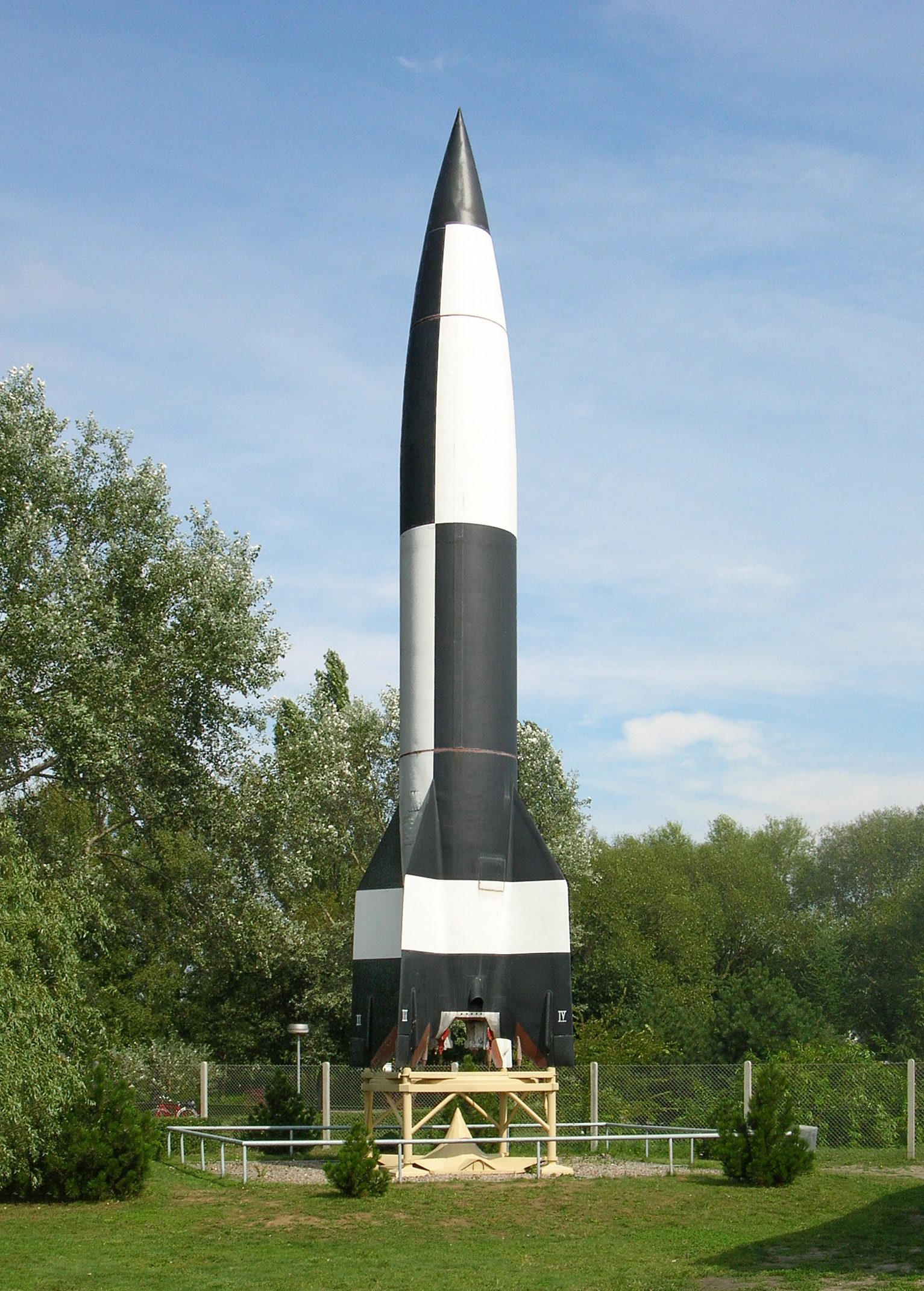
Raket V-2 i tyska Peenemünde.

En raket är en farkost som drivs av en raketmotor. För att minska luftmotståndet är raketer som används i atmosfären spolformade med spetsig nos, men i rymden behövs inte denna begränsning. Raketer är oftast flygande, men kan avfyras från ubåtar i undervattensläge, och det finns även raketdrivna torpeder. Raketer som ska styras inom atmosfären har 3–4 styrfenor i bakänden, medan det i rymden är nödvändigt att vinkla raketmotorns dysa. Raketer skjuts ofta upp från särskilda ställningar, som kan kallas raketramp eller avfyrningsramp. I sin enklaste form sker avfyrningen från ett rör som riktas mot målet.

## Raketdrift
Raketdrift är ett sätt att sätta ordentlig fart på saker och ting. Raketer bygger på samma princip som en ballong som man släpper ut luften ur, eller den berömda sparkåkaren på spegelblank is som börjar kasta snöbollar bakåt. En raket kastar ut massa bakåt och får därigenom fart framåt. Raketer bygger alltså på principen om att varje kraft har en motkraft och inte på lyftkraft, så som flygplan gör. Oftast är bränslet och utkastmassan samma sak, det vill säga bränslet reagerar kemiskt och frigör energi som kastar reaktionsgaserna bakåt. Alla traditionella raketer, från fyrverkeripjäser till rymdfärjan, använder denna metod. En raketmotor fungerar lika bra i rymdens vakuum som i atmosfären.

### Generellt
En raket består generellt av ett eller fler drivsteg och en nyttolast. Beroende på ändamål (militärt, civilt, forskning, etc.) så kan nyttolasten vara i princip vad som helst. Drivstegen är dock oftast utformade på i princip samma sätt och består av bränsle, förbränningskammare och dysa. Om raketen har fler än ett drivsteg så finns även separations- och kontrollteknik mellan stegen för att få det hela att fungera.
Man kan dela in raketer i tre generella typer, efter deras bränsleform:

Fast-bränsle-raketer, använder drivmedel i fast form, till exempel kompositkrut.

Flytande-bränsle-raketer, använder ett eller fler ämnen i flytande form som drivmedel, till exempel flytande syre och flytande väte.

Hybridraketer, använder ett fast och ett flytande ämne. Exempel på hybriddrivmedel är PVC och lustgas.

### Jondrift
På 1960-talet började jondrift användas, där utkastmassan slungas bakåt av ett elektriskt fält. Raketdriften är alltså inte kemisk utan elektrisk. Den stora fördelen med dessa är att den specifika impulsen är mycket hög, dock så har de mycket låg kraft. Detta gör att de inte används för uppskjutning av raketer utan främst för banjusteringar och liknande för satelliter där tid inte är något problem. Den europeiska rymdorganisationen ESA har uppsänt en rymdsond, SMART, med en jonmotor som sände sonden mot månen i en spiralformad bana.

## Raketvarianter

### Rymdraket
Se även Rymdraket
Inom rymdfarten används de största raketerna, vilka kan vara över 100 meter höga och används för att placera satelliter i omloppsbana runt jorden, transportera astronauter och förnödenheter till rymdstationerna samt (de mindre raketerna) utföra mätningar på jordens atmosfär på mycket höga höjder. Bränsletankarna innehåller oftast flytande väte och syre.
Trots vad man kan tro när man ser exempelvis en Saturn V-raket (vilken är en av de största som byggts och användes i Apolloprogrammet) så finns inte särskilt mycket plats för människor i dem – den allra största delen av utrymmet tas upp av bränsletankarna. 
Idag finns flera rymdraketer, bl.a. den europeiskt tillverkade bärraketen Ariane 5 som kan skjuta upp upptill tre satelliter till olika omloppsbanor i en och samma uppskjutning och kan samtidigt bära med sig upptill åtta sekundära laster till exempel experiment eller minisatelliter. 
Beroende på vad raketens uppgift är finns det olika platser på jorden som lämpar sig olika bra för uppskjutningarna. Om den ska placera en satellit i geostationär bana så bör den skjutas upp i närheten av ekvatorn. Europeiska raketer brukar därför skjutas upp ifrån en bas i Kourou, Franska Guyana i Sydamerika; snart skall även ryska raketer skjutas i omloppsbana ifrån samma plats. Amerikanska skjuts upp från Cape Canaveral i Florida, Vandenberg Air Force Base i Kalifornien och ryska från Kosmodromen i Bajkonur, Kazakstan; Ryssland skjuter också upp satelliter ifrån Plesetsk i Ryssland.
Det internationella konsortiet Sea-launch med partner från USA, Ryssland, Ukraina och Norge gör sina uppskjutningar från en mobil flytande uppskjutningsramp (modifierad oljeplattform) vid ekvatorn.
Om syftet med satelliten handlar mer om navigation, forskning eller mätningar, kan det vara fördelaktigt att placera den i en nord-sydlig polär bana. Allteftersom jorden roterar kommer satelliten att passera över hela jordytan. Sådana satelliter skickas lämpligen upp från platser så långt norrut (eller söderut) som möjligt, för att minimera den ostliga hastighetskomponent som en raket får på grund av jordrotationen.

#### Månraket
Månraketer är raketer som används för färder till månen. För att genomföra de bemannade färderna under Apolloprogrammet krävdes en 3-stegsraket kallad Saturn V. Den hade kapacitet att lyfta 150 ton upp till en omloppsbana på låg höjd.

### Sondraket
Sondraketer, eller kastbaneraketer, är raketer som går i kastbana.  De har inte alls den horisontella fart som krävs för att gå in i omloppsbana kring jorden, men den vertikala farten kan för stora sondraketer vara tillräcklig för att nå hundratals kilometer ut i rymden och ge fritt fall (tyngdlöshet) under några minuter. I Sverige skjuts sondraketer upp vid Esrange.

### Militär raket
I militär terminologi är en raket en raketdriven projektil som inte kan styras medan en robot kan styras. Lasten här är i allmänhet en sprängladdning. Artilleriraketer har en räckvidd på upp till 20 km och avfyras från pjäser med upp till 40 eldrör, vilket ger en stor effekt på kort tid. Pjäser med många eldrör har sedan andra världskriget ofta benämnts som Stalinorglar.  Raketmotorer används också som starthjälp och som motor i robotar.

### Modellraket
En Modellraket är ungefär 10–100 cm lång och drivs med svartkrut eller kompositkrut och har vanligtvis ammoniumperklorat som oxidationsmedel. Under den avtagbara noskonen finns en fallskärm som ska vecklas ut en viss tid efter det att motorn brunnit ut. Dessa har ingen annan styrförmåga än den som fenorna ger. Modellraketer köps i byggsats. Själva raketmotorn kommer färdig. Det är svårt att på hobbynivå bygga en raketmotor själv då riskerna är stora. Som några exempel kan nämnas att ammoniumperklorat lätt kan orsaka självantändning, och tillsammans med vissa kemikalier till och med spontan detonation. Ämnet är inkompatibelt med i stort sett alla metaller utom aluminium.
Även svartkrutbaserade bränslen medför stora risker på grund av känsligheten för statisk elektricitet och explosionsrisken under pressningen som är nödvändig för att få bränslekroppen helt solid. Om bränslet i en färdig raketmotor innehåller sprickor eller gasbubblor så ökar brinnytan oförutsägbart och raketmotorn kan då explodera.

Bestämmelserna i Sverige säger att en modellraket undantas från ordinarie regelverk gällande raketskjutning om den väger max 500 gram varav framdrivningsmedel max 100 gram. Dessutom ska den vara tillverkad i papper, trä, krossbar plast eller liknande material och inte får inte innehålla hårda metaller annat än små detaljer som till exempel motorkrok. Om säkerhet för intilliggande fastigheter och passerande människor beaktas så är det tillåtet att utomhus bedriva denna sport.
Modellraketen skall också ha ett genomtänkt säkerhetsystem vad gäller återvändandet till fast mark som till exempel genom användandet av fallskärm eller så kallade streamers (långa band som bromsar fallet) eller "tumble recovery" där raketen är så lätt att den fallande stilla återvänder som kan vara fallet för första- och ev. andrasteget på en flerstegsraket (Regelverket begränsar flerstegsraketer till tre steg). Andra sätt att återvända efter flygturen kan också vara genom glidflygning.
I Sverige är sporten modellraketflygning relativt liten, men inom EU, forna Östeuropa och särskilt i USA är sporten väsentligt större. Olika mästerskap som EM och VM hålls varje år. Det finns ett stort antal tävlingsgrenar som till exempel "altitude" (höjdflygning), "scale" (flygande skalabyggen som inom EU tillåts väga upp till 1000 gram) och "spot landing" (att kunna landa så nära det är möjligt en förutbestämd punkt på marken).
Modellraketflygning är i Sverige organiserat på följande vis (uppifrån och ner): FAI (Federation Aeronautique Internationale, Schweiz) - FSF (Svenska Flygsportförbundet) - SMFF (Svenska ModellFlygFörbundet) - ARK (Ale RaketKlubb, enda nu (070910) registrerade modellraketklubben i Sverige). Enskilda modellraketflygare/raketentusiaster och några numera insomnade klubbar har däremot funnits i landet ända sedan 1950-talet då sporten startade i Sverige.

## Historia

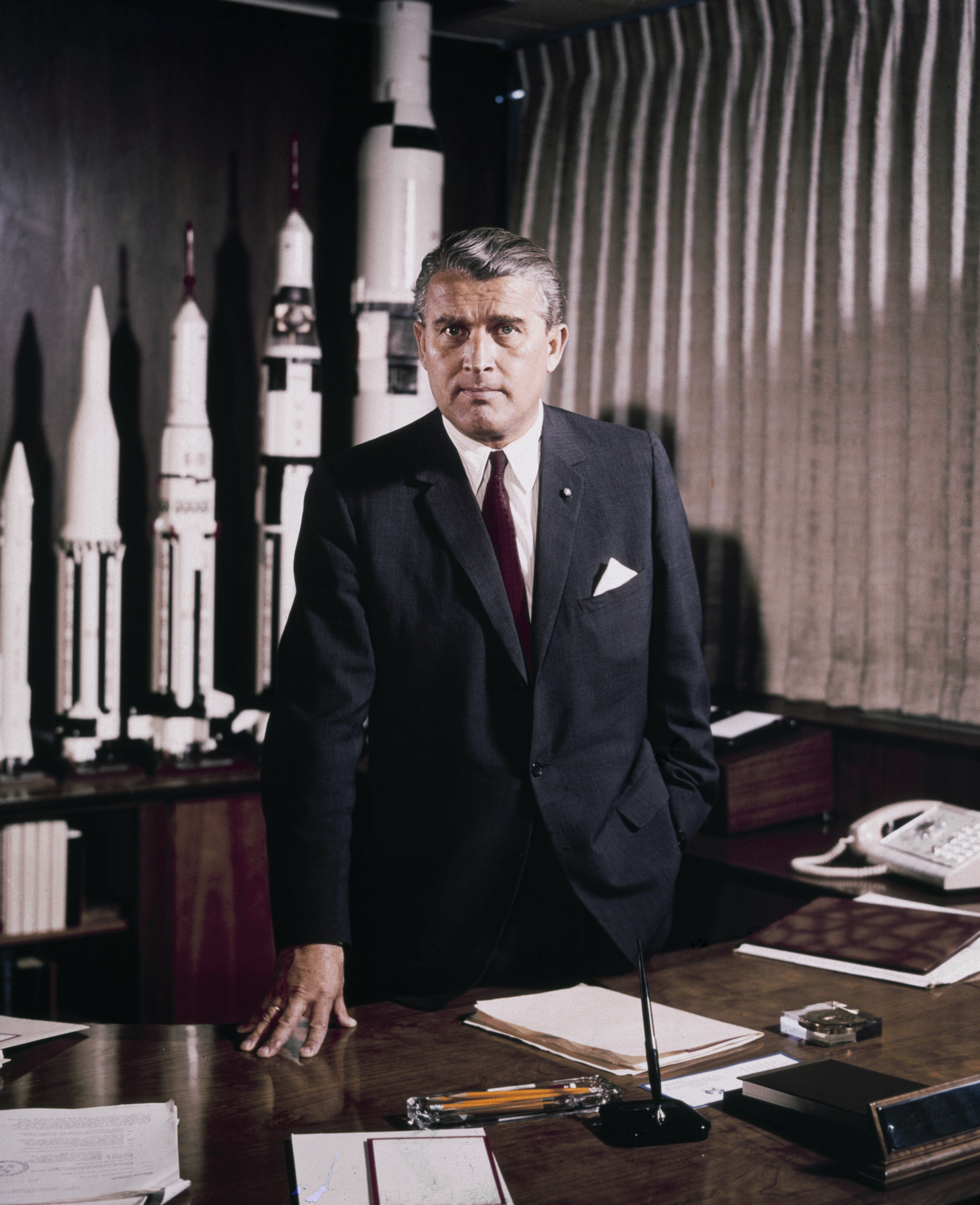
Wernher von Braun på sitt kontor i maj 1964. Braun spelade en vital roll för både den tyska och amerikanska raketutvecklingen.

Utvecklingen av raketdrift har pågått länge, men den satte ordentlig fart vid slutet av andra världskriget.
Redan den grekiska elden, som fanns i Bysans på 800-talet, sköts ut ur sifoner och kan i viss mening betraktas som ett raketvapen. I krig användes raketer i Kina cirka 1230. I Europa omtalas raketer i mitten av 1300-talet, då som fyrverkeripjäser. Sporadiskt förekom de sedan i krig för att i början av 1800-talet komma till användning i större skala.
År 1807 besköts Köpenhamn med uppåt 40 000 brandraketer och år 1832 organiserades en raketkår i Sverige. Kanonernas stegrade prestanda under 1800-talet slog dock ut raketerna som vapen, men de levde kvar som lys- och signalraketer.
I början av 1800-talet konstruerade fransmannen Treugouse en livräddningsraket varmed en räddningslina kunde skjutas över till fartyg i sjönöd.
Alltifrån 1920-talet gjordes framför allt i Tyskland försök med krutraketdrivna bilar och glidflygplan. Amerikanen Robert Goddard utförde 1926 den första flygningen med en vätskeraket. Under 1930-talet vidareutvecklades vätskeraketmotorer främst i Tyskland och Ryssland.
Speciellt långt framme var under 1930-talet, exempelvis Wernher von Braun som sedan hoppade av till USA och fortsatte sin forskning där. Centrum för den tyska raketforskningen låg i Peenemünde och bakom projektet låg Wehrmacht via Heereswaffenamt. År 1939 företogs i Tyskland den första bemannade provflygningen med ett vätskeraketdrivet flygplan, Heinkel He 176.
Under andra världskriget seriebyggdes i Tyskland det vätskeraketdrivna jaktplanet Messerschmitt Me 163 B och under kriget användes både tyskar och ryssar raketer vid markstrider.
I Sovjetunionen var Sergej Koroljov ledande inom raketområdet med bland annat Semjorka under 1950-talet. Den sovjetiska raketutvecklingen ledde bland annat fram till Stalinorgeln, som med ett stort antal raketer kunde belägga stora områden med granater.
Tyskarna följde efter med sin s. k. Nebelwerfer, och de allierade användes motsvarande typer vid invasionen i Frankrike 1944. Flyget hade ungefär samtidigt börjat ersätta bomber med raketer. För pansarvärn introducerade amerikanerna raketgeväret Bazooka.
Alltifrån 1930-talet fortsatte utvecklingen i Tyskland av den första stora vätskeraketen, kallad A4 eller V2, som i slutet av andra världskriget användes för terrorangrepp mot England. Den blev efter krigsslutet förebild för ryska och amerikanska raketer.
För att öka prestationsförmågan utvecklades under 1950-talet två- eller flerstegsraketer, där varje steg har egna drivmedelsbehållare och motorer, som lösgörs och kastas när de använts. Med en flerstegs vätskeraket sköt ryssarna upp den första konstgjorda jordsatelliten , Sputnik, 4 oktober 1957. Likaså har flerstegs vätskeraketer använts vid senare bemannade rymdflygningar.

## Svenska raketföreningar

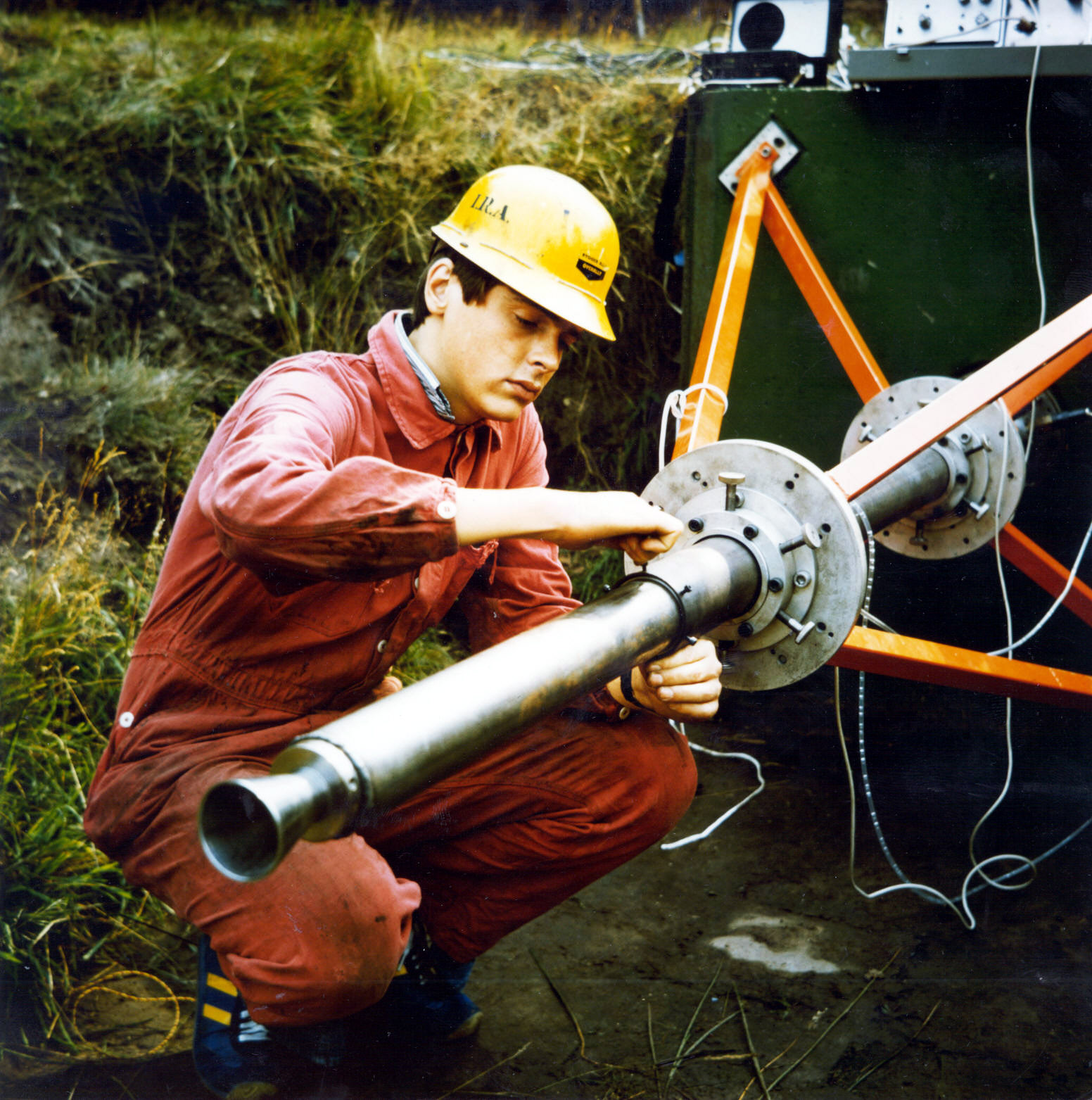
Raketgruppen IRA testar raketmotor i dragbänk, Foto: 1977

Det har funnits ett mindre antal amatörraketklubbar i Sverige som byggt betydligt mer avancerade raketer än modellraketerna.
- Raketgruppen IRA:

En av de mest kvalificerade klubbarna i Sverige heter Raketgruppen IRA. Klubben var aktiv 1965-1999. En stor kampanj arrangerades i augusti 1969 på det militära Utö skjutfält i Stockholms skärgård. Klubben har en hemsida med bilder för den nyfikne.
IRA använde sig i huvudsak av kompositkrut och då framförallt Ammoniumperklorat och PVC som bränsle. De två ämnena är än idag de mest använda bland många seriösa raketbyggare. Dock så krävs specialhantering och tillstånd för ammoniumperkloratet.
Länk till Raketgruppen IRAs hemsida
- Eskilstuna Raketsällskap:

Byggde vätskedrivna raketer i början av 1960-talet.
- Swedish Rocket Society, SRS:

Byggde några raketer som medförde post på 1970-talet.
- Huddinge Raket och Flygsällskap, HRFS:

Aktiva under 1970-talet med vätskeraketer.
- Ale Raketklubb:

Startade 2006 och är aktiv inom modellraketer med varierande storlekar.
Länk till Ale Raketklubb utanför Göteborg
- SAMRA (Swedish Amateur and Model Rocketry Association)

Startade under 2002 och har varit aktiva till och från sedan dess.
Länk till SAMRA
- Umeå Modellraketklubb (UMRK)

Umeå Modellraketklubb är en förening för raketentusiaster och amatörer.
Länk till Umeå Modellraketklubb